# Římskokatolická církev v Bosně a Hercegovině
Římskokatolická církev reprezentuje třetí nejzastoupenější náboženskou skupinu Bosny a Hercegoviny. Počet pokřtěných katolíků zhruba odpovídá podílu Chorvatů v Bosně (cca 17 %), praktikující katolíci tvoří cca 10 % bosenského obyvatelstva (tj. cca 480 000 obyvatel). Dále zde existuje malý počet řeckokatolíků (asi 5000, tj. cca 0,1 %) Katolíci spolu s pravoslavnými (většinou Srbové) tvoří dle různých statistik 46–56 % obyvatelstva a početně tak převyšují největší náboženskou skupinu Bosny a Hercegoviny, muslimy (většinou Bosňáky).

## Struktura
Církevní struktura tvoří jedinou církevní provincii, která se skládá z pěti diecézí:
- arcidiecéze Horní Bosna (Sarajevo)
  - diecéze Banja Luka
  - diecéze Mostar-Duvno (Mostar-Tomislavgrad)
  - diecéze Trebinje-Mrkan (personálně sjednocena s diecézí Mostar-Duvno)
  - diecézí Skopje, která pokrývá území Severní Makedonie a je sufragánní ad instar.

Od roku 2011 existuje Vojenský ordinariát Bosny a Hercegoviny. Věřící byzantského ritu spadají pod jurisdikci Križevecké eparchie.
Biskupové Bosny a Hercegoviny jsou sdruženi do Biskupské konference Bosny a Hercegoviny. Svatý stolec je v zemi zastupován od roku 1992 apoštolským nunciem, který je od roku 2010 také nunciem v Černé Hoře.

## Fotogalerie

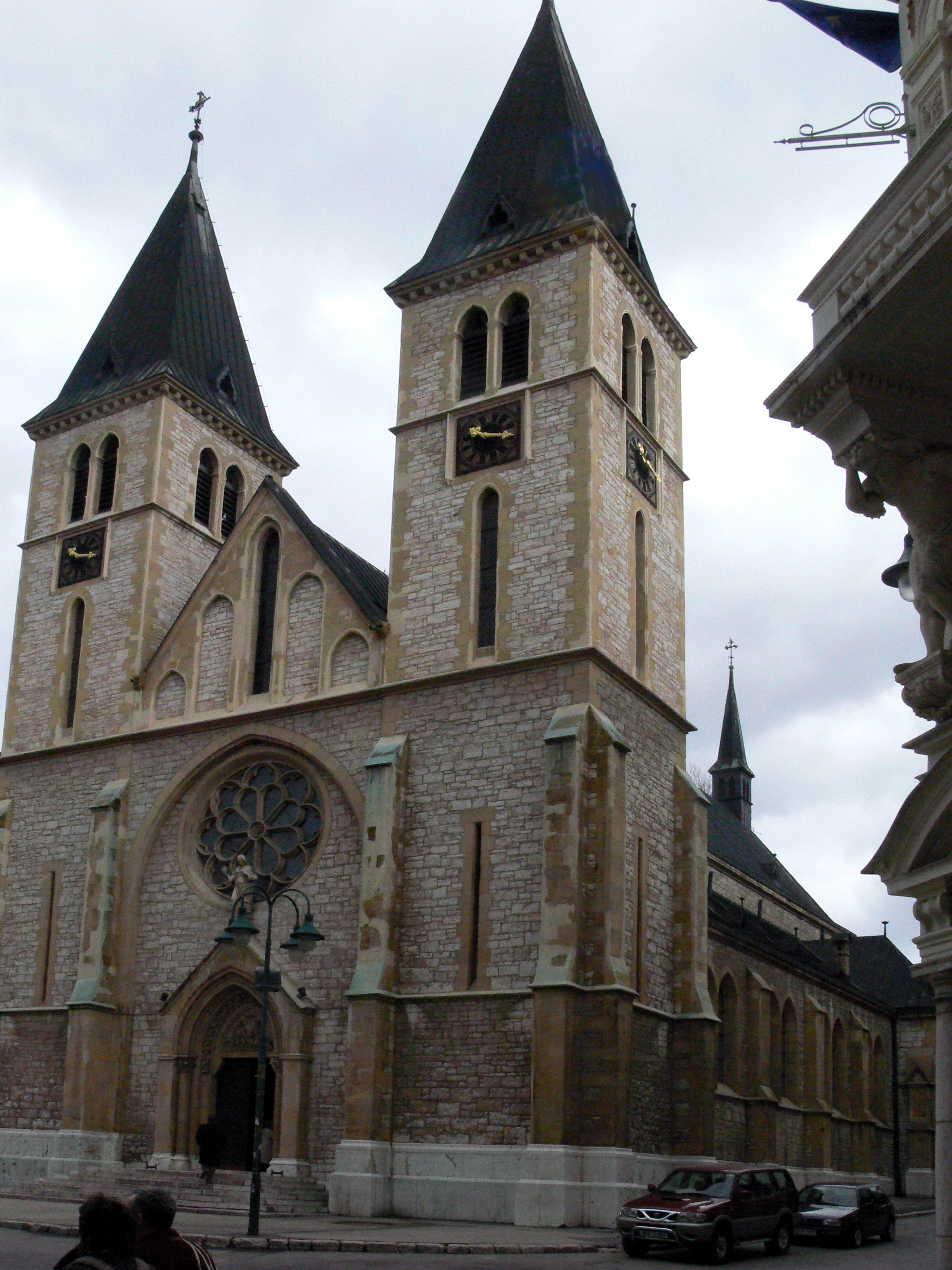
Sarajevská katedrála Srdce Ježíšova
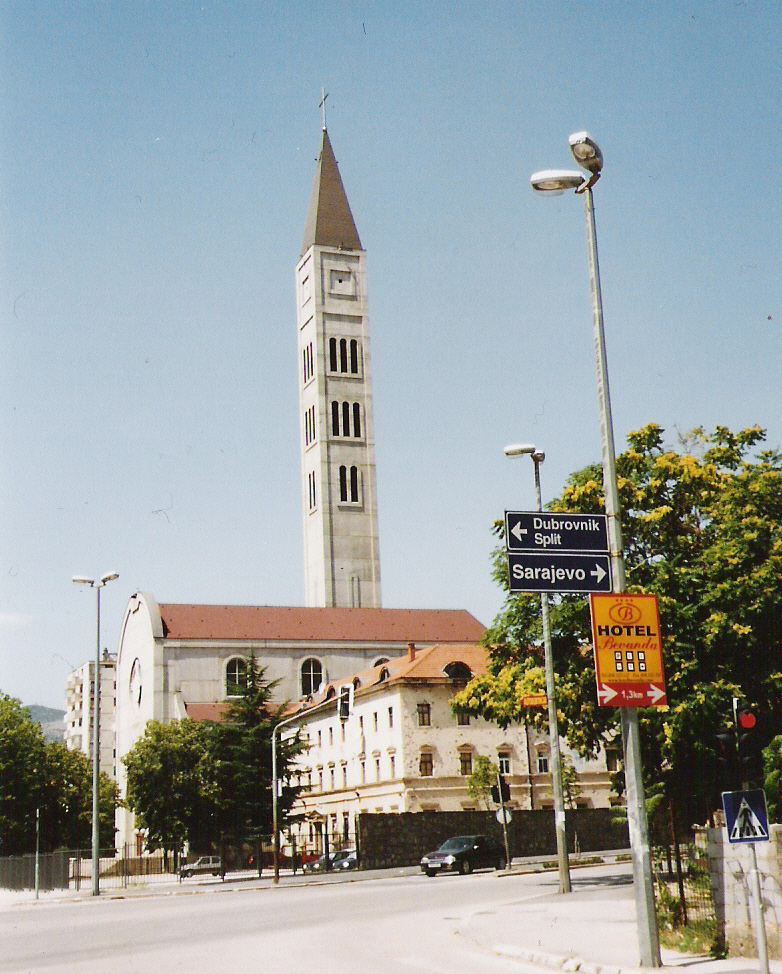
Františkánský kostel v Mostaru
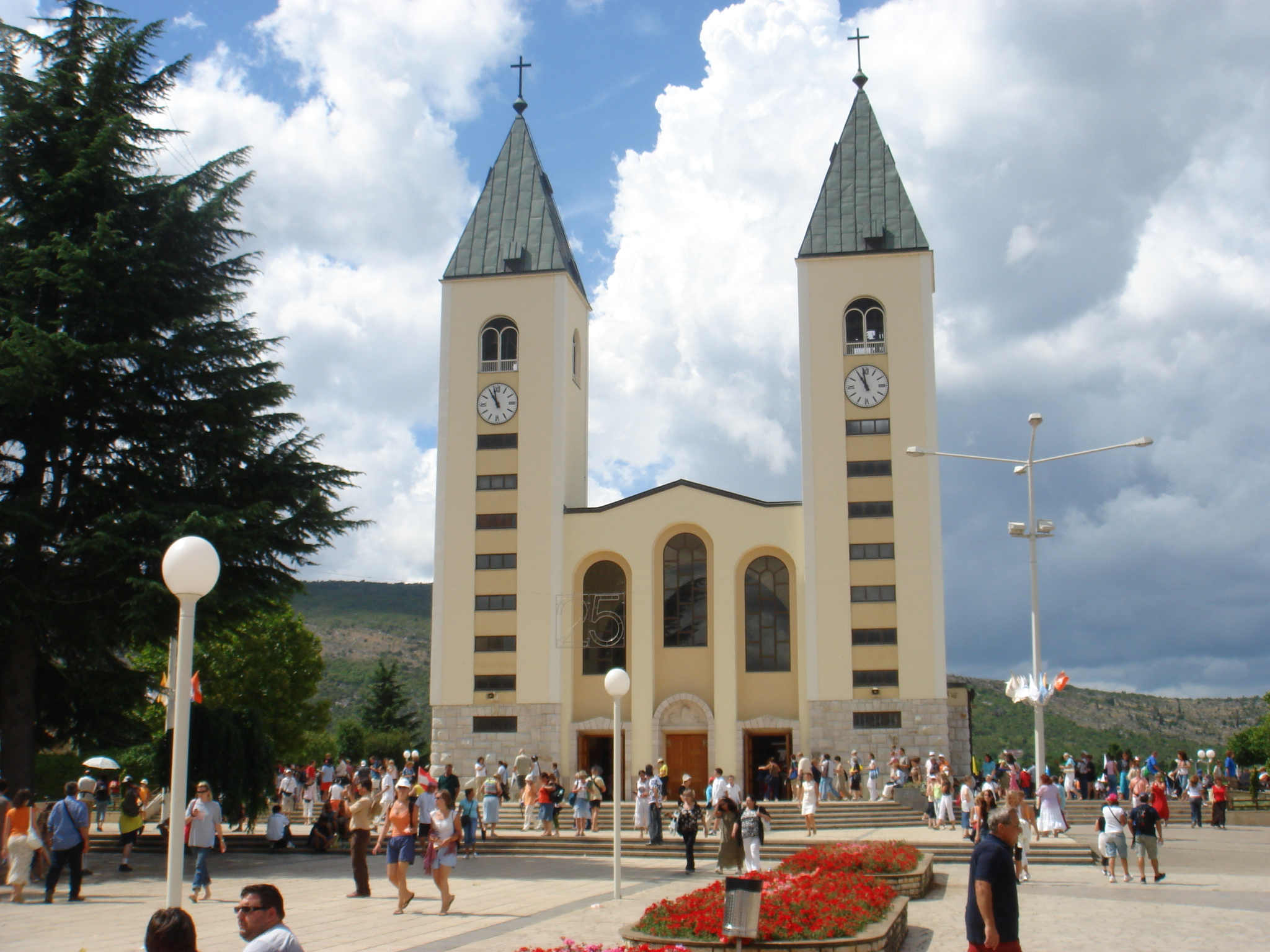
(Neoficiální) poutní místo Međugorje
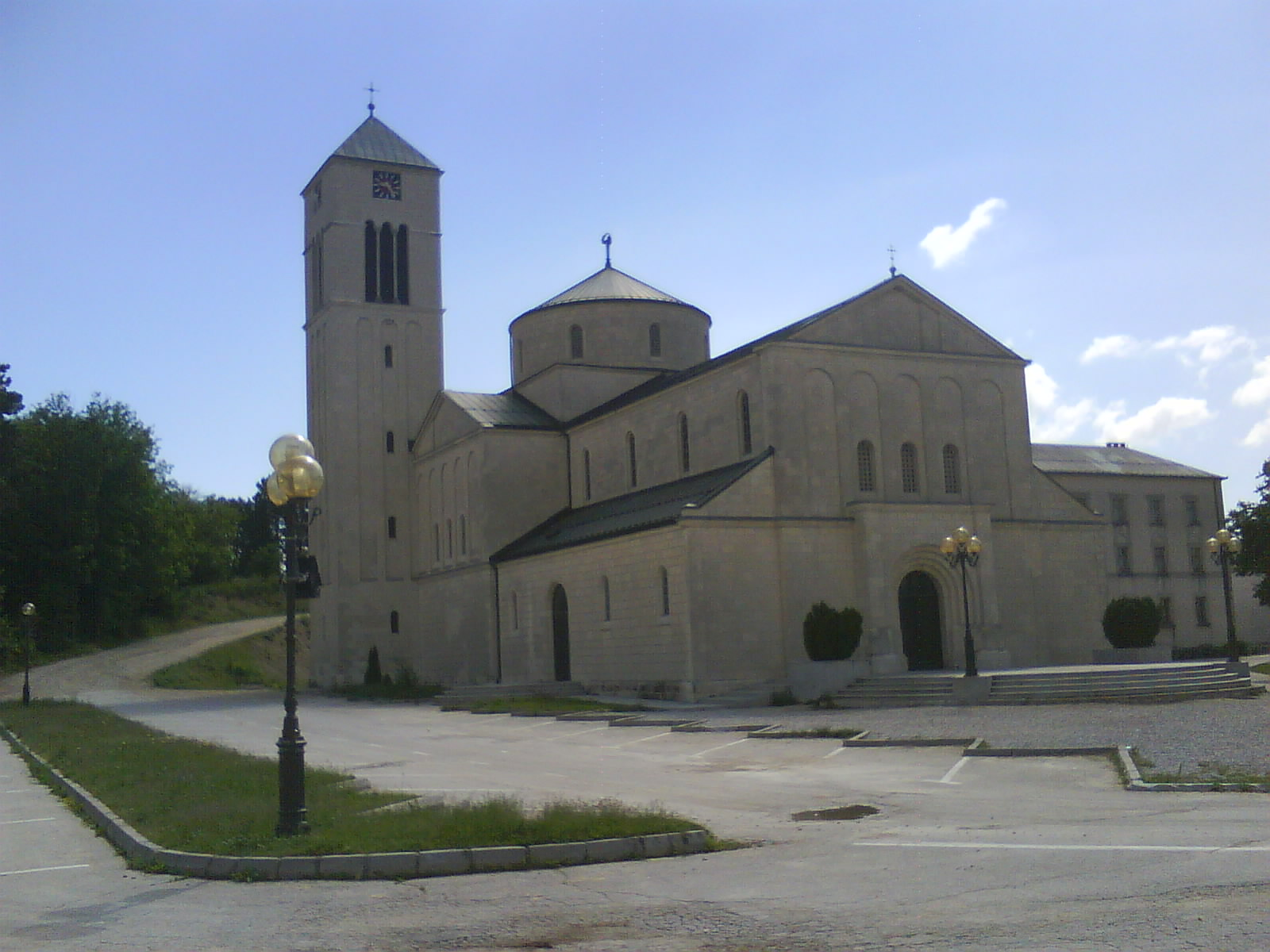
Church in Tomislavgrad
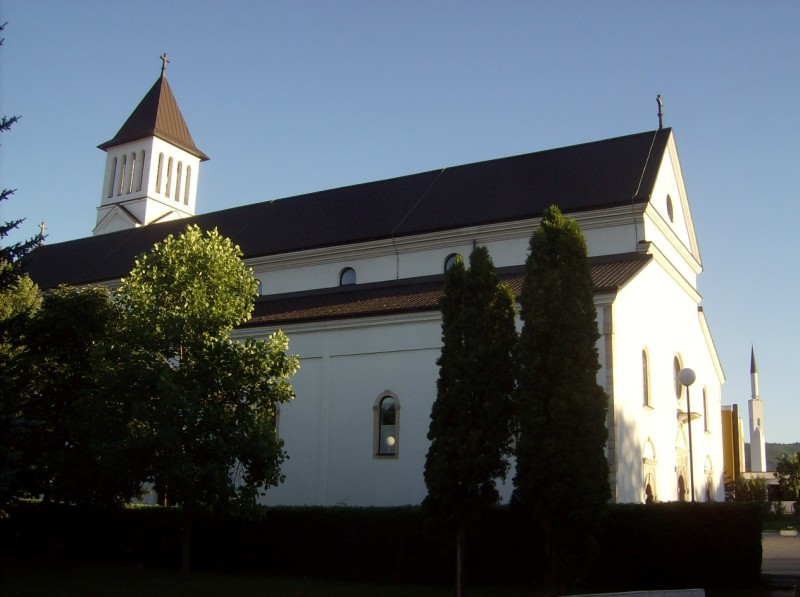
Church of St. Antonius of Padua Bugojno